# Recopa de Europa de baloncesto 1969-70
La Recopa de Europa de Baloncesto 1969-70 fue la cuarta edición de esta competición organizada por la FIBA que reunía a los campeones de las ediciones de copa de los países europeos. Tomaron parte 20 equipos, proclamándose campeón el Fides Napoli italiano. La final se volvió a disputar a doble vuelta en casa de los finalistas.

## Participantes
| Austria             | 1 | WSG Radenthein         |
| Bélgica             | 1 | Standard Liège         |
| Bulgaria            | 1 | Levski-Spartak         |
| Checoslovaquia      | 1 | Iskra Svit             |
| Finlandia           | 1 | Helsingin Kisa-Toverit |
| Francia             | 1 | Vichy                  |
| Grecia              | 1 | AEK                    |
| Hungría             | 1 | Soproni MAFC           |
| Israel              | 1 | Maccabi Tel Aviv       |
| Italia              | 1 | Fides Napoli           |
| Luxemburgo          | 1 | Etzella                |
| Polonia             | 1 | Polonia Warsaw         |
| Portugal            | 1 | Benfica                |
| Rumania             | 1 | Steaua București       |
| Unión Soviética     | 1 | Dinamo Tbilisi         |
| España              | 1 | Juventud Nerva         |
| Suecia              | 1 | Solna                  |
| Turquía             | 1 | İTÜ                    |
| Alemania Occidental | 1 | Gießen 46ers           |
| Yugoslavia          | 1 | Lokomotiva             |

## Primera ronda
| Equipo 1       | Agr.    | Equipo 2         | Ida    | Vuelta |
| -------------- | ------- | ---------------- | ------ | ------ |
| Solna          | 169–228 | Standard Liège   | 79–101 | 90–127 |
| Etzella        | 102–191 | Vichy            | 63–102 | 39–89  |
| WSG Radenthein | 157–207 | Juventud Nerva   | 87–93  | 70–114 |
| Benfica        | 109–222 | Fides Napoli     | 54–102 | 55–120 |
| Gießen 46ers   | 166–182 | Steaua București | 86–84  | 81–98  |

## Segunda ronda
| Equipo 1         | Agr.    | Equipo 2               | Ida    | Vuelta |
| ---------------- | ------- | ---------------------- | ------ | ------ |
| Standard Liège   | 182–139 | Iskra Svit             | 101–67 | 81–72  |
| Vichy            | 144–140 | Levski-Spartak         | 66–58  | 78–81  |
| Juventud Nerva   | 163–149 | Helsingin Kisa-Toverit | 82–63  | 81–86  |
| AEK              | 190–146 | Soproni MAFC           | 86–49  | 104–97 |
| Lokomotiva       | 171–164 | İTÜ                    | 96–82  | 75–82  |
| Maccabi Tel Aviv | 151–173 | Fides Napoli           | 89–82  | 62–91  |
| Polonia Warsaw   | 140–133 | Steaua București       | 73–62  | 67–71  |

Clasificado automáticamente para cuartos de final
- Unión Soviética Dinamo Tbilisi

## Cuartos de final
| Equipo 1       | Agr.    | Equipo 2       | Ida   | Vuelta |
| -------------- | ------- | -------------- | ----- | ------ |
| Standard Liège | 148–173 | Vichy          | 95–95 | 53–78  |
| Juventud Nerva | 133–142 | AEK            | 87–68 | 46–74  |
| Lokomotiva     | 164–191 | Fides Napoli   | 80–89 | 84–102 |
| Polonia Warsaw | 159–174 | Dinamo Tbilisi | 77–82 | 82–92  |

## Semifinales
| Equipo 1     | Agr.    | Equipo 2       | Ida   | Vuelta |
| ------------ | ------- | -------------- | ----- | ------ |
| Vichy        | 143–134 | AEK            | 78–60 | 65–74  |
| Fides Napoli | 174–152 | Dinamo Tbilisi | 86–69 | 88–83  |

## Final
| Equipo 1 | Agr.    | Equipo 2     | Ida   | Vuelta |
| -------- | ------- | ------------ | ----- | ------ |
| Vichy    | 129–147 | Fides Napoli | 64–60 | 65–87  |

### Partido de ida
| 15 de abril de 1970 | JA Vichy                     | 64–60       | Fides Napoli                  | |  |
|                     | Parciales: 34-32, 30-28      |             |                               | |  |
|                     | Estadísticas Rudy Bennett 24 | Reporte Pts | Estadísticas Jim Williams, 17 | Pabellón: Salle des Ailes, Vichy Asistencia: 2.100 espectadores Árbitros: Santiago Fernández (ESP), Mihali Cziffa (HUN) |  |

### Partido de vuelta
| 26 de abril de 1970 | Fides Napoli                   | 87–65       | JA Vichy                     | |  |
|                     | Parciales: 48-28, 39-37        |             |                              | |  |
|                     | Estadísticas Remo Maggetti, 24 | Reporte Pts | Estadísticas Rudy Bennett 28 | Pabellón: Palasport di Fuorigrotta, Nápoles Asistencia: 12.000 espectadores Árbitros: Vladimir Novotny (CHE), Dragas Jacksic (YUG) |  |

| Campeón de la Recopa de Europa 1969–70 |
| -------------------------------------- |
| Fides Napoli 1.er título               |